# Peter Zobel
Peter Hermann Zobel (født 18. juni 1936 på Frederiksberg, død 3. september 2017 på Bækkeskov) var en dansk erhvervsleder og godsejer.

## Karriere
Zobel var søn af direktør Hermann Zobel og Rigmor f. Brun. Han blev student fra Holte Gymnasium i 1954, aftjente værnepligt og blev løjtnant i Danske Livregiment 1956 og cand.jur. fra Københavns Universitet i 1962.
Han blev i 1963 ansat som direktionssekretær i Codan og blev senere akkvisitionschef (1966), underdirektør (1969), vicedirektør (1972), advokat og medlem af direktionen (1974), inden han i 1979 overtog posten som administrerende direktør efter sin far, Hermann Zobel. Codan blev stiftet af Dansk Svovlsyre- og Superphosphatfabrik – det nuværende Superfos. Under Peter Zobels ledelse fusionerede Codan med Fjerde Sø i 1991 og overtog resterne af den krakkede Hafnia-koncern i 1993, hvormed selskabets position i markedet blev udbygget. Han gik på pension i 1999.

## Privat
Zobel blev 11. juni 1964 gift i Vedbæk Kirke med svenskfødte Annika Wicksell. I slutningen af januar 1971 kørte hun galt på vejen fra Vedbæk til Hillerød og blev først indlagt på Usserød Sygehus og senere Rigshospitalet. Hun døde den 6. februar samme år af kvæstelserne fra ulykken. Parret fik sammen døtrene Caroline (f. 1966), Josephine (f. 1967, død 1973) og Rigmor i 1969.
I forsommeren 1973 blev han gift med modellen Anita Jantzen, som han i januar 1974 fik datteren Sarah med. I 1980 blev parret skilt.
Senere var Peter Zobel over to omgange gift med Henriette Zobel (1987–1988 og 1991–2004). De fik sønnerne Alexander (f. 1993) og Nicolai (f. 1995).
I 1996 købte Peter Zobel godset Bækkeskov ved Præstø. I 2006 blev han hofjægermester.
Peter Zobel røg cigaretter i mange år og fik konstateret lungesygdommen Kronisk Obstruktiv Lungesygdom (KOL). Han blev den 1. januar 2015 indlagt på sygehuset og lå fire dage i respirator og var samlet indlagt i seks uger. Derefter udtalte han selv: "Jeg har en lungekapacitet på 20 procent af, hvad en 80-årigs skal være."
Zobel sov stille ind om morgenen den 3. september 2017 i en alder af 81 år omgivet af familien i hjemmet på Bækkeskov. Han blev bisat af præst Kathrine Lilleør den 8. september fra Sankt Pauls Kirke i København. Zobels urne blev nedsat på kirkegården ved Humlebæk Kirke, hvor både hans mor og første hustru er begravet.

## Udmærkelser
- Ridder af Dannebrog
- Hofjægermester (2006)